# 莫尔维利耶
莫尔维利耶（法語：Morvilliers，法語發音：[mɔʁvilje]）是法国奥布省的一个市镇，属于奥布河畔巴尔区。

## 地理
莫尔维利耶（48°22'50"N, 4°37'9"E）面积15.64 平方千米，位于法国大東部大區奥布省，该省份为法国中北部省份，北起马恩省，西接塞纳-马恩省，西南至约讷省，东南至科多尔省，东临上马恩省。
与莫尔维利耶接壤的市镇（或旧市镇、城区）包括：旧布列讷、拉谢斯、绍梅尼勒、克雷斯皮莱纳、埃波泰蒙、苏莱讷迪。

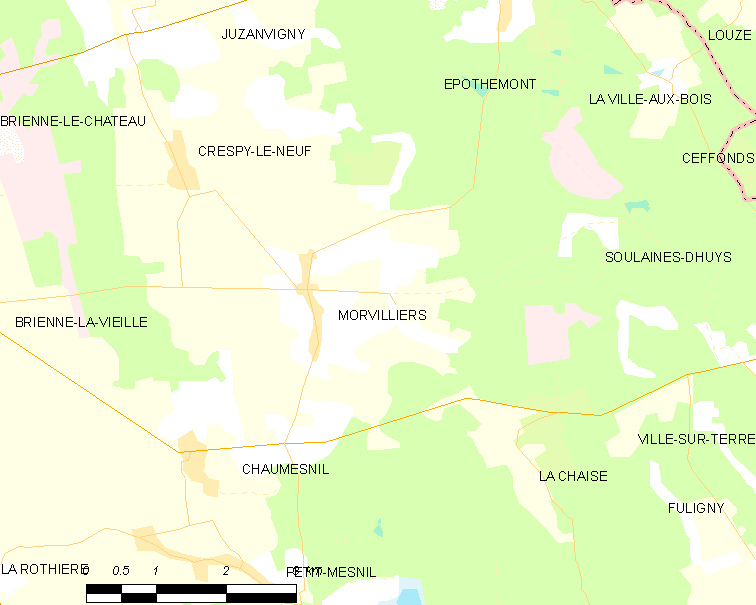
莫尔维利耶的OSM定位图

莫尔维利耶的时区为UTC+01:00、UTC+02:00（夏令时）。

## 行政
莫尔维利耶的邮政编码为10500，INSEE市镇编码为10258。

## 政治
莫尔维利耶所属的省级选区为奥布河畔巴尔县。

## 人口

1962-2008年间莫尔维利耶人口变化图示

莫尔维利耶于2022年1月1日时的人口数量为270人。